# Mike Weinberg
Michael Andrew Weinberg (Los Angeles, 16 febbraio 1993) è un attore statunitense.

## Biografia
Fratello minore di Matt Weinberg, anche lui attore, Mike ha cominciato la sua attività cinematografica ancora giovanissimo.
Ha partecipato a varie serie televisive quali E.R. - Medici in prima linea, Giudice Amy, In tribunale con Lynn, Settimo cielo.
Ha esordito al cinema nel 2001 con il film L'ultimo sogno.
È conosciuto per aver interpretato alcuni film di una certa notorietà quali Mamma, ho allagato la casa, quarto capitolo della saga di Home Alone, in cui ha avuto il ruolo del protagonista Kevin McCallister, succedendo a Macaulay Culkin (protagonista del primo e del secondo film della serie) e ad Alex D. Linz (protagonista del terzo film).

## Filmografia parziale

### Cinema
- L'ultimo sogno (Life as a House), regia di Irwin Winkler (2001)
- L'ultima estate - Ricordi di un'amicizia (Stolen Summer), regia di Pete Jones (2002)
- La casa stregata! (Spooky House) (2004)

### Televisione
- Chicken Soup for the Soul – serie TV, episodio Security Blanket (1999)
- E.R. - Medici in prima linea (ER) – serie TV, episodio 6x09 (1999)
- Dark Angel – serie TV, episodio 1x06 (2000)
- Settimo cielo (7th Heaven) – serie TV, 6 episodi (2001-2002)
- Mamma, ho allagato la casa (Home Alone 4: Taking Back the House), regia di Rod Daniel – film TV (2002)
- Scrubs - Medici ai primi ferri (Scrubs) – serie TV, episodio 4x12 (2004)
- Zack e Cody al Grand Hotel (The Suite Life of Zack and Cody) – serie TV, episodio 2x14 (2006)

## Doppiatori italiani
- Lilian Caputo ne L'ultimo sogno
- Alex Polidori ne L'ultima estate - Ricordi di un'amicizia
- Jacopo Bonanni in Mamma ho allagato la casa